# Yingluck Shinawatra
Yingluck Shinawatra (San Kamphaeng, 21 juni 1967) is een Thaise ondernemer en politicus. Van 2011 tot 2014 diende ze als minister-president van Thailand. Ze is de huidige president van de in Bangkok gevestigde vastgoedontwikkelaar SC Asset Co., Ltd., en de jongste zuster van Thailands voormalige minister-president Thaksin Shinawatra. In mei 2011 verkoos Thailands oppositiepartij, de Pheu Thai - die nauwe banden onderhoudt met de voormalige premier in ballingschap - Yingluck als hun minister-presidentskandidaat voor de verkiezingen van 3 juli 2011. Ze voerde campagne op de onderwerpen nationale verzoening, het uitbannen van armoede en belastingverlaging voor bedrijven. Bij deze verkiezing verkreeg deze partij de absolute meerderheid. Op 5 augustus 2011 werd zij tot eerste vrouwelijke premier van Thailand gekozen.
Ze studeerde bestuurskunde. Haar Bachelor behaalde ze aan de Chiang Mai Universiteit, en haar Master aan de Kentucky State University. 
Op 7 mei 2014 werd ze door het Constitutioneel Hof uit haar functie gezet, omdat ze zich schuldig zou hebben gemaakt aan machtsmisbruik. Volgens het Hof had ze gehandeld in strijd met de Thaise grondwet door een topambtenaar te ontslaan en die te vervangen door een familielid. Ze werd op 23 mei gearresteerd na een militaire coup en weggebracht naar een militair kamp en twee dagen later weer vrijgelaten.
Shinawatra is Chinese Thai. Haar jiaxiang ligt in Meizhou.